# Rikke Skov
Rikke Erhardsen Skov (født 7. september 1980 i Viborg) er en tidligere dansk håndboldspiller, som spillede for Viborg HK stort set hele sin karriere. Hun var også i en årrække en del af det danske landshold med hvilket, hun blandt andet vandt guld til OL i Athen 2004. I forbindelse med en graviditet meddelte hun i februar 2017, at hun stoppede sin aktive karriere. Hun var kendt som en stærk forsvarsspiller, men havde også et rigtig godt skud udefra.
Hun regnes for at være en af Danmarks største håndboldnavne gennem tiden. I 2011 var hun en af fire håndboldspillere, der blev hædret og var den eneste kvinder, der modtog EHF Handball Award. Prisen blev uddelt i forbindelse med det europæiske håndboldforbunds 20-årige jubilæum og blev givet til spillere, der havde opnået den største succes både på klub- og internationalt niveau.

## Resultater
- Champions League

Vinder: 2006, 2009, 2010
Finalist: 2001
- EHF Cup

Vinder: 1999 and 2004
- Det danske mesterskab

Guld: 1999, 2000, 2001, 2002, 2004, 2006, 2008, 2009, 2010, 2014
Sølv: 2007
Bronze: 2005
- DHF's Landspokalturnering

Vinder: 2003, 2006, 2007, 2008

## Privatliv
Privat dannede hun i 11 år par med den tidligere landsholdspiller Lotte Kiærskou, som hun også havde indgået registreret partnerskab med. Kiærskou fødte 3. januar 2006 parrets første barn – en pige (Karoline). . Sommeren 2008 fødte Kiærskou parrets andet barn – en pige til (Anna). I oktober 2011 blev det kendt, at Skov og Kiærskou var gået fra hinanden. 
Rikke Skov blev uddannet sygeplejerske i 2005.